# Morgan (keresztnév)
A Morgan walesi eredetű angol férfinév, jelentése: tengerész, tengermelléki vagy nagy, híres + világos, tiszta.  Női párja: Morgána.

## Gyakorisága
Az 1990-es években szórványos név, a 2000-es években nem szerepel a 100 leggyakoribb férfinév között.

## Névnapok
- június 9.[2]
- június 26.[2]
- augusztus 28.[2]

## Híres Morganok
- Morgan Freeman